# Нью-Хановер (округ)
Округ Нью-Хановер (англ. New Hanover County) располагается в штате Северная Каролина, США. Официально образован в 1729 году. По состоянию на 2010 год, численность населения составляла 202 667 человек.

## География
По данным Бюро переписи США, общая площадь округа равняется 849,521 км2, из которых 515,411 км2 суша и 334,110 км2 или 39,330 % это водоёмы.

## Население
По данным переписи населения 2000 года в округе проживает 160 307 жителей в составе 68 183 домашних хозяйств и 41 591 семей. Плотность населения составляет 311,00 человек на км2. На территории округа насчитывается 79 616 жилых строений, при плотности застройки около 155,00-ти строений на км2. Расовый состав населения: белые — 79,91 %, афроамериканцы — 16,97 %, коренные американцы (индейцы) — 0,39 %, азиаты — 0,83 %, гавайцы — 0,06 %, представители других рас — 0,79 %, представители двух или более рас — 1,05 %. Испаноязычные составляли 2,04 % населения независимо от расы.
В составе 26,10 % из общего числа домашних хозяйств проживают дети в возрасте до 18 лет, 46,50 % домашних хозяйств представляют собой супружеские пары проживающие вместе, 11,50 % домашних хозяйств представляют собой одиноких женщин без супруга, 39,00 % домашних хозяйств не имеют отношения к семьям, 28,90 % домашних хозяйств состоят из одного человека, 8,50 % домашних хозяйств состоят из престарелых (65 лет и старше), проживающих в одиночестве. Средний размер домашнего хозяйства составляет 2,29 человека, и средний размер семьи 2,83 человека.
Возрастной состав округа: 21,00 % моложе 18 лет, 12,00 % от 18 до 24, 30,50 % от 25 до 44, 23,70 % от 45 до 64 и 23,70 % от 65 и старше. Средний возраст жителя округа 36 лет. На каждые 100 женщин приходится 93,30 мужчин. На каждые 100 женщин старше 18 лет приходится 90,70 мужчин.
Средний доход на домохозяйство в округе составлял 40 172 USD, на семью — 50 861 USD. Среднестатистический заработок мужчины был 35 801 USD против 25 305 USD для женщины. Доход на душу населения составлял 23 123 USD. Около 8,30 % семей и 13,10 % общего населения находились ниже черты бедности, в том числе — 15,70 % молодежи (тех, кому ещё не исполнилось 18 лет) и 9,00 % тех, кому было уже больше 65 лет.